# Tysk ridponny
Den tyska ridponnyn är en hästras som utvecklats i Tyskland, specifikt för att passa som tävlingshäst och ridhäst för yngre ryttare. Den tyska ridponnyn utvecklades under 1960-talet för att möta den nya trenden med perfekta ridponnyer som utvecklats på senare tid, speciellt i Europa men även i USA och Australien. Tyskland som är mer känd för sina större varmblodshästar ville ha ett varmblod i miniatyr. Ponnyn är atletisk, tålmodig och lugn samt berömd för att ha den stora hästens mer flytande gångarter.

## Historia
Ridponnyernas historia börjar redan under slutet av 1800-talet i Storbritannien då sporten hästpolo blev mer och mer populär och efterfrågan på små, snabba hästar ökade. Poloponnyn utvecklades även nu och 1899 fanns över 700 registrerade poloponnyer i den engelska föreningen för poloponnyer. Föreningen bytte namn år 1903 till Polo Pony and Riding Pony Stud men delades redan 1913 till två olika föreningar. Den ena föreningen, National Pony Society satsade på utvecklingen av rena ridponnyer. Under mitten av 1920-talet ändrades reglerna inom tävlingsvärlden och det blev tillåtet att tävla med ponny. Så under 1920-30-talet utvecklades den brittiska ridponnyn, tätt följd av den amerikanska ridponnyn och tyskarna var inte sena att följa efter. 
Under 1960-talet började man utveckla en egen ridponny i Tyskland med i regel samma bas som den brittiska ridponnyn, baserad på brittiska ponnyraser som Welshponny och Dartmoorponny korsade med arabiska, angloarabiska  och engelska fullblod. Men de tyska uppfödarna korsade till en början även in små exemplar av olika tyska varmblodshästar som Hannoveranare, Holsteinare och Trakehnare för att få fram mindre versioner av deras berömda varmblod och sätta en egen prägel på rasen. 
De tyska ridponnyerna nådde stora framgångar inom de tre stora disciplinerna banhoppning, dressyr och fälttävlan. Ponnyerna avlas nu även i andra länder och mycket i USA och det är även tillåtet att registrera rena korsningar av Welshponny-Arab eller Welshponny-Varmblodshäst i den tyska ridponnyföreningen.

## Egenskaper
Den tyska ridponnyn har utvecklats specifikt för tävlingsridning och ridning för yngre ryttare. Rasen är lättriden, bekväm och atletisk med fina rörelser som påminner om de större tyska varmblodshästarnas gångarter. Huvudet är litet och ädelt med små öron och stora ögon. Ponnyerna liknar de tyska varmbloden i exteriören och har bra muskelmassa, stark benstomme och ett utmärkt båldjup. Samtidigt har rasen fått samma lugn och tålamod som en ponny för att passa barn och yngre ryttare.  